# Antoine Saladin
Antoine Charles Guillaume Saladin (Genève, 14 oktober 1785 - aldaar, 4 april 1865) was een Zwitsers diplomaat en politicus.

## Biografie
Antoine Charles Guillaume Saladin was een zoon van Charles Saladin. In 1809 huwde hij zijn nicht Elisabeth Saladin, een dochter van Auguste Saladin. In 1800 studeerde hij rechten in Göttingen en vervolgens studeerde hij in 1803 filosofie in Genève. Hij zetelde in de Conseil représentatif van het kanton in 1814, van 1817 tot 1821 en van 1823 tot 1841. In 1816, van 1823 tot 1824 en in 1826 zetelde hij in de Tagsatzung. In 1816 onderhandelde hij mee het Verdrag van Turijn als secretaris van de legatie van Charles Pictet de Rochemont.
- Gemeinsame Normdatei: 1052760090
- Historisch woordenboek van Zwitserland: 007231
- Virtual International Authority File: 309601584